# Le Livre des rêves
Le Livre des rêves (titre original : The Book of Dreams) est un roman de science-fiction de Jack Vance appartenant au genre space opera, publié en 1981. C'est le dernier des cinq tomes de La Geste des Princes-Démons.

## Publication
Le Livre des rêves a été publié aux États-Unis en 1981 et en France en 1982 dans la collection Science-fiction des éditions Pocket. 

## Résumé
Kirth Gersen ne doit plus tuer qu'un seul des cinq Princes-Démons pour assouvir sa vengeance : Howard Alan Treesong. Au siège du magazine Cosmopolis, sur la planète Aloysius, une photographie trouvée dans une corbeille à papiers va le mettre sur la piste. Il est connu là comme journaliste sous  le pseudonyme d'Henry Lucas. En réalité, Gersen est actionnaire majoritaire de ce média. Sa position de journaliste lui sert de couverture, ce qui va se révéler très utile par la suite. Son enquête va le mener sur plusieurs mondes et lui permettre de démonter une effroyable machination, ourdie par le dernier des Princes-Démons pour s'emparer d'un des plus grands centres de pouvoir de l'Œcumène. Kirth Gersen parviendra à s'emparer du "livre des rêves", le journal intime que son ennemi avait tenu étant enfant, ce qu'il va mettre à profit pour attirer sa proie dans un ultime traquenard. À la fin, la mort du Prince-Démon échappera cependant de justesse à Gersen, Treesong étant piégé sur la planète Réserve de Béthune par un couple ivre de vengeance, dont le fils unique fut tué par lui dans sa jeunesse.

## Personnages et déroulement du récit
Une fois de plus, Kirth Gersen nous entraîne dans une succession de voyages interstellaires et d'actions, où il utilise les ressources de son entraînement, de son imagination et de son intelligence pour dérouler le fil de son enquête et se tirer des pires situations.
À la fin du récit, une fois accomplie l'œuvre de mort qui a dirigé sa vie et lui a donné un sens, il reste comme vide et désemparé. À tel point qu'il avoue à sa compagne Alice : « J'ai été abandonné par mes ennemis » (qu'il a tous tués). La romance qu'il a ébauchée avec cette dernière se termine sur un point d'interrogation. 
Comme toujours chez Jack Vance, le scénario est bien structuré et riche en rebondissement, tandis que la description minutieuse des différents mondes visités par le héros témoigne aussi bien de l'imagination de l'auteur que de son érudition. La psychologie de certains des personnages-clés (tels le Prince-Démon Howard Alan Treesong et la rousse Alice Wroke), est toutefois abordée plus superficiellement que dans les premiers épisodes du cycle, qui furent écrits près de deux décennies plus tôt. Notamment, l'auteur ne s'appesantit pas en explications à propos du trouble de la personnalité multiple dont souffre le Prince-Démon, ce qui donne lieu à quelques intéressants "mono-dialogues".
Comme dans les autres tomes de la Geste, chaque tête de chapitre présente des extraits de différentes publications fictives, qui informent le lecteur sur l'environnement de cet univers. Leur teneur est toutefois ici moins riche en informations objectives que dans les précédents tomes.

## Analyse du contexte scientifique et astrophysique

### Planétologie et astronefs
Dans l'univers imaginé par Vance, la planétologie atypique et la technologie hypothétique qui meut les astronefs, restent similaires à celles que l'on trouve dans le premier tome de la série, Le Prince des étoiles, et appellent les mêmes remarques.